# Terešov
Terešov (en allemand : Tereschau) est une commune du district de Rokycany, dans la région de Plzeň, en République tchèque. Sa population s'élevait à 170 habitants en 2018.

## Géographie
Terešov se trouve à 20 km au nord-ouest de Rokycany, à 30 km au nord-est de Plzeň et à 57 km à l'ouest-sud-ouest de Prague.
La commune est limitée par Mlečice au nord, par Ostrovec-Lhotka et Zbiroh à l'est, par Drahoňův Újezd et Sebečice au sud, et par Hlohovice à l'ouest.

## Histoire
La première mention écrite du village date de 1361.